# Marachina fidelia
Marachina fidelia is een vlinder uit de familie van de Lycaenidae. De wetenschappelijke naam van de soort werd als Thecla fidelia in 1874 gepubliceerd door William Chapman Hewitson.